# Gurage
Gurage – semicka grupa etniczna zamieszkująca Etiopię.
Tradycyjnie zamieszkują Strefę Gurage – żyzny, półgórski region w południowo-zachodniej Etiopii, około 240 kilometrów na południowy zachód od Addis Abeby. Według spisu powszechnego z 2007 roku, duża ich liczba mieszka także w stolicy kraju, oraz w innych regionach Etiopii.
Składają się z wielu podgrup, między innymi: Inor, Soddo (zwani też Kistane), Chacha, Gumer, Muher, Ezha, czy Zay. Posługują się językami gurage. W większości należą do Etiopskiego Kościoła Ortodoksyjnego, lub są muzułmanami.